# Ifjúsági Könyvkiadó
Ifjúsági Könyvkiadó a romániai állami könyvkiadói hálózat keretében 1948 őszén létrehozott kiadóvállalat; az első években az IMSZ Központi Bizottságának közvetlen irányítása alatt működött (egy ideig az IMSZ Központi Bizottságának Ifjúsági Könyvkiadója nevet is viselte). 1969 végétől, az egész romániai könyvkiadói hálózat átszervezése nyomán, feladatkörének betöltése a Creangă Könyvkiadóra és az Albatros Könyvkiadóra hárult egy-egy magyar szerkesztővel.

## Magyar nyelvű könyvek közreadása
Az Ifjúsági Könyvkiadó magyar nyelvű kiadványokat 1948 novemberétől jelentetett meg, ezek felelős szerkesztője 1957-ig Szász Béla, aki az egész Ifjúsági Könyvkiadó szerkesztőséget irányította. Őt követte a kolozsvári szerkesztőségben dolgozó Balla Károly (1957–59), majd Dáné Tibor (1959–61). Az Ifjúsági Könyvkiadó kolozsvári szerkesztője 1951-től Gáll Margit, majd Kertész Erzsébet. Az 1950-es évek végéig tartó időszakban a bukaresti szerkesztőségben dolgozott Balogh Irma, Henkel Ida, Majtényi Erik, Szőcs István is. 1954-ben kibővült a kolozsvári szerkesztőség, melynek munkájáért Szőcs István, majd Balla Károly, Dáné Tibor felelt; mellettük a szerkesztőség tagjai: Kiss Katalin, Vígh Károly, Korda István, Jancsik Pál, a műszaki szerkesztőség tagja pedig Hlavathy Lajos és Molnár Attila. 1958. október 1-től a bukaresti szerkesztőségbe került Petre Judit, aki 1961 és 1969 közt az egész magyar osztály vezetője, mellette a bukaresti szerkesztőségben dolgozott rövidebb-hosszabb ideig Makfalvi (Bajor) Ella, Hervay Gizella és Balogh József.

## Együttműködés Románián belül és a környező országokkal
A román, magyar, német és szerb nyelvű könyveket megjelentető Ifjúsági Könyvkiadó közvetlen és gyümölcsöző együttműködést alakított ki román–magyar közös könyvkiadás keretében a magyarországi kiadókkal, elsősorban a Móra Ferenc Könyvkiadóval, s feladatának tekintette a gyermek- és ifjúkorú olvasók különböző rétegeihez szóló eredeti szépirodalmi művek és fordítások, képeskönyvek és az ifjúsági politikai tanfolyamok számára kiadott munkák, valamint természettudományos ismeretterjesztő kötetek megjelentetését.

## Ifjúsági politikai irodalom
Az ifjúsági politikai irodalomnak különösen az Ifjúsági Kiadó működésének első évtizedében volt nagyobb súlya: 1948 és 1961 között összesen 62 kiadványt jelentetett meg ebben a témakörben, legtöbbet az 1948–49-es években (5, ill. 13 művet, ami a kiadó teljes magyar könyvtermése volt) és 1957–60-ban (évi 6–8 címet). A kiadott művek között találjuk az IMSZ 1949-es alakuló és 1956-os II. Kongresszusának dokumentumait, a marxizmus klasszikusainak az ifjúsággal és az ifjúsági politikai munkával kapcsolatos műveit, a KISZ és a Komszomol történetének vagy egyes epizódjainak feldolgozásait (Vasile Roaită, Filimon Sîrbu, Simó Donka, Constantin Godeanu, Minszki Lajos életrajzát), az ifjúsági politikai tanfolyamok tananyagát, honismereti füzeteket. 1962-től ezt a tematikát a Politikai Könyvkiadó vette át és folytatta.

## Magyar nyelvű kiadványok a számok tükrében
Az Ifjúsági Kiadó működésének 22 esztendeje alatt összesen 1164 művet adott ki magyar nyelven: az első, 1958-ig terjedő szakaszban 437-et, a második szakaszban 727-et. Kiadványainak sorában 1949-ben jelent meg az első szépirodalmi munka, s 1950-ben az első eredeti alkotás. 1952-től kisiskolásoknak szóló irodalmi művekkel és természettudományi népszerűsítő kiadványokkal bővült a kiadó profilja, 1954-ben megindult a Győz a tudomány és 1955-ben a Tanulók Könyvtára c. sorozat. Ezzel párhuzamos a kiadó évi termésének mennyiségi növekedése is: az 1948. évi 5 és 1949. évi 18 kiadvánnyal szemben 1957-ben már 87 művet jelentet meg; az egész első időszakban az óvodáskorúak számára 71, a kisiskolások számára 73, a serdülőkorúak számára 140, a serdültebb ifjúság számára 73 eredeti és idegen nyelvről fordított szépirodalmi művet, ezenkívül 28 tudománynépszerűsítő és sportkiadványt, műsorfüzetet és antológiát. 1958-ban váratlan zuhanás következett az Ifjúsági Könyvkiadó tevékenységében: a megjelent 35 mű kevesebb, mint az 1952-es termés, s noha 1959-től újra növekedés észlelhető, az 1957-es szintet csak 1963-ban sikerült megközelíteni. A kiadó működésének második szakaszában ekkor állt be a stabilitás időszaka 66,7 mű évi átlaggal.

## Eredeti magyar nyelvű hazai alkotások közreadása
Az eredeti ifjúsági irodalom jó néhány eredménye fűződik az Ifjúsági Kiadó nevéhez. Itt jelenik meg először Dáné Tibor A fáraó írnoka és Tau-Ceti hívójele, Korda István A nagy út, Méhes György Verőfény és A Kárpátok kincse, Sombori Sándor Gábor Áron, Szemlér Ferenc A hárompúpú hegy c. regénye, itt válik népszerűvé Nagy István 1947-es regénye, a Réz Mihályék kóstolója; a serdülőkorúaknak szóló irodalom listáját Asztalos István, Fodor Sándor, Gagyi László, Gellért Sándor, Horváth Imre, Horváth István, Kemény János, Majtényi Erik, Marton Lili, Méhes György, Nagy István, Székely János, Sütő András, Tölgyesi László kötetei, a kisiskolásokét Antalffy Endre, Bajor Andor (Egy bátor egér viszontagságai), Bede Olga, Csávossy György, Fodor Sándor (Csipike), Gáll Margit, Hervay Gizella (Kobak könyve), Hajdu Zoltán, Kiss Jenő (Gyermeksíp), Lászlóffy Aladár (Levelek vándorlása), Méliusz József és Méliusz Anna, Nagy Olga, Palocsay Zsigmond, Páskándi Géza, Péterfy Emília, Sípos Bella, Szilágyi Domokos, Veress Zoltán (Tóbiás és Kelemen); az óvodásokét az említetteken kívül még Létay Lajos (Kakukkvirág, kankalin), Tamás Mária (Reggeltől estig), Tollas Júlia kötetei gazdagították.
A művek sikeréhez grafikai kiállításuk is hozzájárult; a képzőművészek első nemzedéke (Andrásy Zoltán, Abodi Nagy Béla, Bene József, Gy. Szabó Béla, Tollas Júlia) mellé hamarosan felsorakozik az új grafikusnemzedék (Deák Ferenc, Cseh Gusztáv, Feszt László, Rusz Lívia, Unipan Helga, Surány Erzsébet), amelynek pályája az Ifjúsági Kiadó kínálta lehetőségek révén bontakozott ki.

## Romániai magyar fiatal költők, írók műveinek közreadása
Az Ifjúsági Kiadónak szerepe van a Forrás-nemzedék néven ismert új írói rajzás felsorakoztatásában is. A szerkesztők bizonyos mértékig nemcsak ifjúsági könyvkiadónak, hanem az ifjúság könyvkiadójának is érezték ezt a kiadót. Itt is teret kaptak – részben a Napsugár c. gyermeklappal való együttműködés természetes folytatásaként – Bálint Tibor, Köntös-Szabó Zoltán, Szilágyi Domokos, Hervay Gizella, Lászlóffy Aladár, Palocsay Zsigmond, Veress Zoltán és mások, sőt itt jelent meg a Forrás második nemzedékét első ízben a nyilvánosság előtt tömörítő Vitorla-ének c. antológia is Lászlóffy Aladár szerkesztésében. Ezzel párhuzamosan viszont a kiadó szívesen fogadta a profiljához néha csak témájával (vagy azzal sem) kapcsolódó művek jelentkezését, s különösen az 1960-as évek vége felé az eredeti romániai magyar szépirodalom második legfontosabb fórumává vált. Itt jelent meg Szemlér Ferenc Napforduló, Szász János Elsők és utolsók és Emberek vagyunk, Méliusz József Város a ködben, Székely János Soó Péter bánata, Szőcs István Kritikus holdtölte és Rovarcsapda c. regénye, Fodor Sándor, Hornyák József, Sőni Pál novelláskötete, Beke György és Mikó Ervin riportkötete, Balogh Edgár publicisztikája, Bartalis János, Bodor Pál, Fényi István, Horváth Imre, Horváth István, Márki Zoltán, Majtényi Erik, Szilágyi Domokos, Szőcs Kálmán, Szemlér Ferenc, Tóth István verseskötete, Mikó Imre Bölöni Farkas Sándor-regénye, Sáska László afrikai önéletrajza.

## Műfordítások közreadása
A műfordítások sorában mennyiségével és arányaival a legnagyobb teret klasszikus és kortárs román művek foglalták el. Az előbbieket az 1955-ben indult Tanulók Könyvtára sorozatban átfogó válogatásban vagy kisiskolás és óvodáskorúak számára illusztrált meséskönyveken át (Ion Luca Caragiale, Ion Creangă, Mihai Eminescu, Victor Eftimiu, Emil Gîrleanu, Petre Ispirescu, Ion Pop Reteganul) ismerhette meg a gyermekolvasó, az utóbbiak önálló kötetekben kerültek a legkülönbözőbb olvasói korosztályokhoz. Ezeknek az évtizedeknek szinte nincs olyan számottevő román ifjúsági vagy gyermekírója, akinek művei ne jelentek volna meg magyar fordításban, kezdve Tudor Arghezin, Mihail Sadoveanun és Cezar Petrescun és folytatva a sort Demostene Botez, Ottilia Cazimir, Nina Cassian, Constantin Chiriţă, Vladimir Colin, Teodor Mazilu, Aurel Mihale, Dumitru Mircea, Francisc Munteanu, Nicolae Labiş, Gellu Naum, Dumitru Radu Popescu, Titus Popovici, Radu Tudoran, Octav Pancu-Iaşi, Mircea Sîntimbreanu, Cicerone Theodorescu, Tiberiu Utan regényein, versein.

## Világirodalmi kötetek közreadása
A világirodalomból, különösen az Ifjúsági Kiadó működésének első szakaszában a klasszikus és kortárs orosz és szovjet irodalom alkotásaiból jelent meg a legtöbb mű. Ezekben az években az Orosz Könyv Kiadó mellett az Ifjúsági Könyvkiadó szerepe a legnagyobb ezen a téren. A megjelenő művek legnagyobb része az ifjúsági és gyermekirodalom kategóriájában már Magyarországon megjelent fordítások átvétele, de amint terjedt az orosz nyelv ismerete, jelentkezett egy romániai magyar műfordítógárda is (Szegő György, Bölöni Sándor, Bajor Ella, Szőcs Ráchel és mások). Ezeknek az éveknek a terméséből meg kell említenünk Krupszkaja Lenin életéről szóló könyvét, Jefremov Fehér agyar, Fagyejev Az ifjú gárda c. regényét; a serdülőkorúaknak szánt művek sorában Sz. Babajevszkij, P. P. Bazsov, Vitalij Bianki, Ny. K. Csukovszkij, Arkagyij Gajdar, Makszim Gorkij, Valentyin Katajev, P. Pavlenko, Puskin, M. Prisvin, Turgenyev, L. Voronkova regényeit, elbeszéléseit, a kisiskolások számára kívülük Alekszej Tolsztoj, Majakovszkij, Mamin-Szibirják, Sz. Marsak műveit; az óvodásoknak szóló kötetek szerzői közül még A. Barto, V. Szutyev, Lev Nyikolajevics Tolsztoj és mások köteteit.
A világirodalom többi része eleinte jóval szerényebben van képviselve. A felnőttebb ifjúság olvasmányainak sorában 1948 és 1959 között mindössze négy művet említhetünk meg: Harriet Beecher Stowe Tamás bátya kunyhója, Theodor Storm A viharlovas, E. L. Voynich A bögöly c. regényeit és J. Greenwood A kis rongyos c. elbeszélését; bővebb a fiatalabb korosztályok választéka (Andersen, G. A. Bürger, Cervantes Don Quijotéjának ifjúsági változata, Defoe Robinson Crusoe-ja, Jonathan Swifttől a Gulliver utazásai, Chamisso, a Grimm testvérek, W. Hauff, F. Wolf, Charles Perrault, de majd csak 1963 után bukkan fel Rudyard Kipling, Walt Disney, Paul Féval neve, s jelentkeznek ezzel egy időben angolból, franciából, németből fordítók.

## Könyvsorozatok közreadása
Az Ifjúsági Könyvkiadó közönségkapcsolatának erősítéséhez már az 1950-es évektől a könyvsorozatok is hozzájárultak. Közülük néhánynak tartós érdeklődést sikerült felkeltenie, s megjelenésük más kiadók keretében 1970 után is folytatódott. Jelentőségét tekintve ezek közül első helyen az 1955-ben indult Tanulók Könyvtára áll, amelyben 1955 és 1969 között összesen 111 kötet jelent meg 968 000 példányban. A sorozat leggazdagabb évei: 1955 (12 cím), 1957 (14), 1964 (10), 1969 (9), a legszegényebb évek: 1958 (2), 1959 (2), 1961 (4), 1969 (4). Az első években a sorozat magyar és román klasszikusok művei mellett világirodalmi alkotásokat is magába foglalt (1955-ben E. T. A. Hoffmann, William Shakespeare, Lev Nyikolajevics Tolsztoj, Gogol; 1957-ben Gorkij, Sienkiewicz, Turgenyev munkáit); 1963 után az Ifjúsági Könyvkiadó a sorozat kizárólagos feladatát abban látta, hogy klasszikus és kortárs magyar irodalmi művek, gyűjtemények megjelentetésével, azok alapos, sokszor úttörő bevezető tanulmányaival legyen segítségére a középiskolai irodalomoktatásnak.
Az iskolai tananyagnál szélesebb irodalmi kitekintést kínált az 1962-ben indított (s 1970 után az Albatros kiadó által folytatott) Legszebb Versek sorozat, amelyben 1969-ig összesen 30 kötet jelent meg a magyar klasszikus (3), a romániai magyar (12), a román (10), az orosz (2), a francia, a német és a török (1–1) irodalomból. Az 1961-ben indult Napsugár-könyvek (összesen 32 kötet) a kisiskolások körében nyert olvasókat, túlnyomórészt romániai magyar (19) és román írók, költők (11) – kívülük 2 magyar klasszikus és 1 angol gyermekirodalmi mű – kis elbeszéléseivel, aránylag szerény (2000–6000 közötti) példányszámban, ami nem állt arányban a sorozatban megjelent kötetek irodalmi értékével. Viszont nagy népszerűségnek örvendett a Mesetarisznya c. sorozat, amely az előbbinél jóval szerényebb kiállításban, mindössze egy vonzó rajzos címlappal, kisformátumú füzet terjedelemben a 20 000 példányt is elérte. 1960 és 1969 között 72 mű jelent meg a sorozatban, ebből 21 magyar, 15 román, 11 német, 7 orosz, 2–2 francia, görög, szerb, arab és 1–1 olasz, svéd, ukrán, finn, török, dél-amerikai, maláj, norvég, ír mesefüzet, irodalmi feldolgozásban. A kiadó már az első időszakban felismerte az ifjú olvasók természettudományos műveltségének fontosságát. 1954-ben indította útjára és 1967-ig jelentette meg Győz a tudomány c. sorozatát, amelynek 23 füzete között 1958-tól már eredeti munkák is napvilágot láttak (Dezső Ervin, Gyurkó István, Fülöp Géza, Kabán Ferenc, Rohonyi Vilmos, Szabó T. E. Attila, Tenkei Tibor, Weissmann Endre munkái). Ugyanezen a területen gyakorlati célt tűzött maga elé A kis ezermester c. sorozat 1957-ben és 1958-ban kiadott összesen 7 füzete; ezek között szintén találunk eredeti műveket: Dáné Tibor, Radó György, Vasas Samu köteteit (ez utóbbi 1963-ban a sorozat felelevenítésére tett kísérlet egyetlen bizonysága). E két sorozattal kitűzött célt próbálta az Ifjúsági Könyvkiadó magasabb szinten megvalósítani néhány önálló természettudományos mű megjelentetésével, amelyek között első helyen Xántus János munkái (főképp a több kiadást is megért Természet kalendáriuma), dr. Kós Károly néprajzi gyűjtőkönyve (Mihez kezdjünk a természetben) és Balogh Ernő több évtizedes erdélyi barlangkutatásának eredményeit összegező kötete (Cseppkő-világ) említendő.

## Detektív- és kalandregények sorozat
A sorozatok között van az Ifjúsági Kiadó két olyan kezdeményezése, amely az 1970 utáni új kiadói struktúrákban folytatódott és részben teljessé vált. Az egyik az irodalmi értékű detektív- és kalandregényeket tartalmazó Árgus, ez 1966-ban indult és négy év alatt 15 kötetet jelentetett meg: Georges Simenon, Conan Doyle, Karl May, Friedrich Dürrenmatt, Felix Aderca, Rejtő Jenő, Aszódy János, Balogh József, Marosi Barna és mások regényeit. Közkedveltségét tanúsítja, hogy kötetei többnyire 15–20 000-es példányszámban jelentek meg. A sorozatot 1970-től rövid ideig a Dacia Könyvkiadó folytatta, majd az 1970-es évek derekán a Kriterion Könyvkiadó indított Lektúra címmel részben hasonló érdeklődést kielégítő sorozatot.

## Kismonográfiák sorozat
A másik – és irodalmi szempontból összehasonlíthatatlanul értékesebb – a Kismonográfiák című, 1968-ban indult, majd a Dacia által folytatott sorozat. Ebben 6–8 ív terjedelmű, önálló irodalmi kismonográfiák jelentek meg: az első években Móricz Zsigmondról Kántor Lajos, Jonathan Swiftről Szilágyi Júlia, Tamási Áronról Izsák József, Arany Jánosról Szilágyi Domokos tollából. A kötetekben, dokumentumfotók kíséretében, az olvasó nemcsak egy-egy írói pálya összefoglaló képét kapta, hanem önálló, eredeti szempontokban gazdag elemzéseket is.